# Agawam (Pennacook)
Agawam je pleme Algonquian Indijanaca koje je u 17. i ranom 18. stoljeću živjelo u Massachusettsu. Njihovo glavno naselje Agawam nalazilo se na području današnjeg Ipswicha i bijahu članovi konfederacije Pennacook. Jurisdikcija je uključivala i područje Newbury Rivera. Godine 1638., njihov poglavica prodao je zemlju plemena i oni su već 20 godina kasnije (1658.) gotovo nestali. Kasnije (1726.) tri obitelji još je živjelo blizu Wigwam Hilla.
Pleme Agawam koje je bilo član konfederacije Pennacook glavno je od tri različita Agawam plemena koja se još istovremeno spominju. Ostala dva bijahu pleme Agawam s Long Hilla, blizu Springfielda u okrugu Hampden u Massachusettsu, članovi saveza Pocomtuc. Treće bijaše pleme Agawam iz saveza Wampanoaga naseljeno kod Warehama, u okrugu Plymouth, Massachusetts.